# Mordellistena amplicollis
Mordellistena amplicollis là một loài bọ cánh cứng trong họ Mordellidae. Loài này được Ermisch miêu tả khoa học năm 1941.

## Hình ảnh

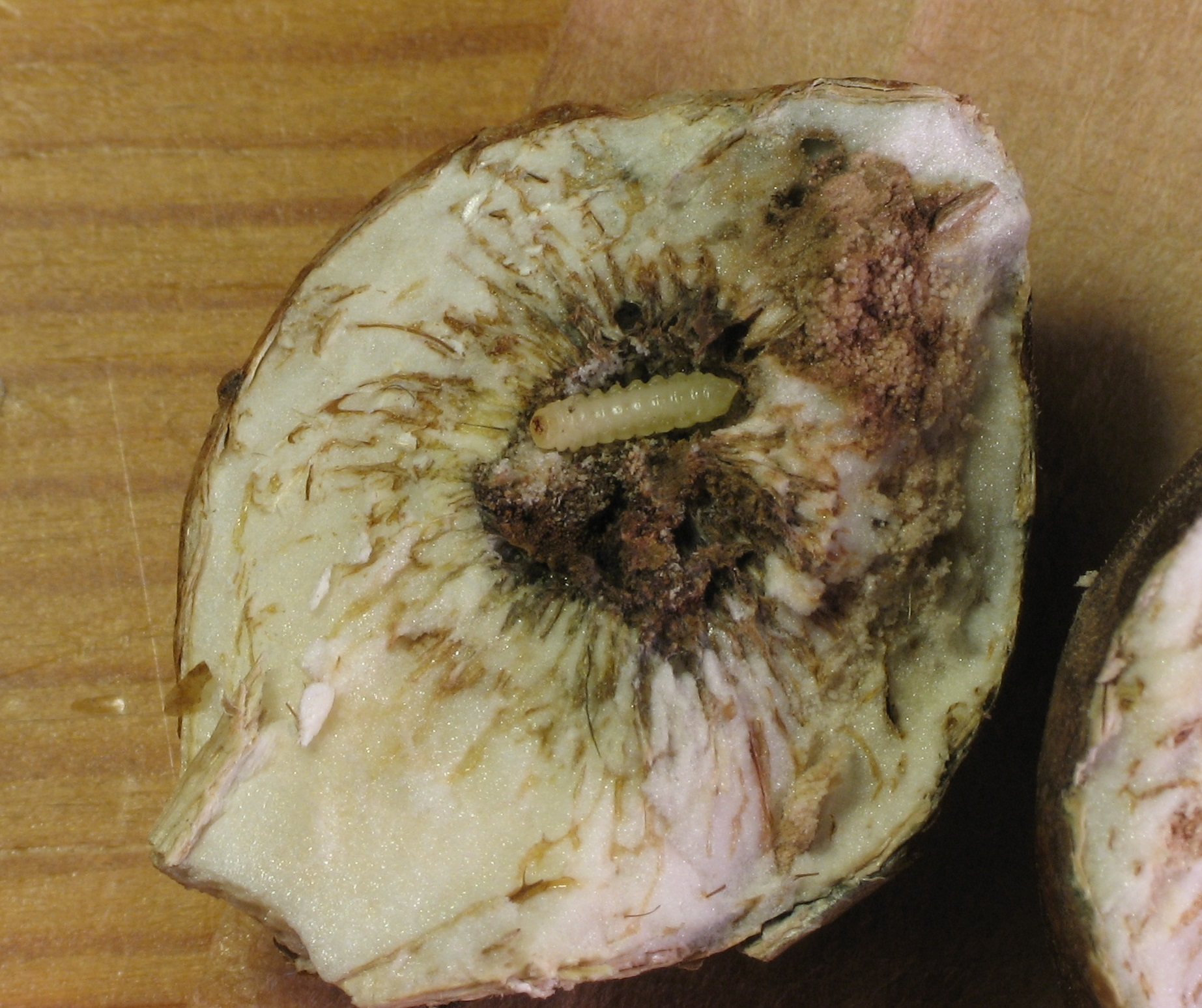